# Salcia Tudor
Salcia Tudor is een Roemeense gemeente in het district Brăila.
Salcia Tudor telt 2777 inwoners.